# Fratelli Williamson
I fratelli Williamson (Alan, Colin, Tom e Stuart) sono stati i primi attori bambini della storia del cinema a recitare con continuità davanti alla macchina da presa. Figli del regista scozzese James Williamson, il padre affida loro la parte di ragazzini pestiferi in una serie di cortometraggi tra il 1898 e il 1909.
- Alan Williamson (Kent, Inghilterra, 3 febbraio 1886 - Sydney, Australia, 3 maggio 1952)
- Colin Williamson (Hove, East Sussex, Inghilterra, 29 ottobre 1887 - Buckinghamshire, Inghilterra, 1976)
- Tom Williamson (Hove, East Sussex, Inghilterra, 30 aprile 1891 - Bourne End, Buckinghamshire, Inghilterra, 3 novembre 1959)
- Stuart Williamson (Hove, East Sussex, Inghilterra, 5 aprile 1893 - Workingham, Berkshire, Inghilterra, marzo 1972)

## Biografia
I bambini sono una presenza costante nel cinema fin dalle origini. Già nei primissimi cortometraggi realizzati dai Louis e Auguste Lumière  si possono vedere immagini delle figlie di Auguste Andrée e Suzanne Lumière e dei loro nipoti Marcel e Madeleine Koehler (e di figli di amici e dipendenti). Il primato di essere il primo attore bambino, chiamato non semplicemente ad essere ripreso in scene di vita quotidiana ma ad interpretare una storia davanti alla macchina da presa secondo un copione prestabilito, spetta a Benoît Duval nel filmato L'innaffiatore innaffiato (L'arroseur arrosé, 1895) dei fratelli Lumière. Per il piccolo Duval tuttavia si trattò solo di un'esperienza occasionale. 
Con Alan e Colin Williamson, e i fratelli Harold e Dorothy Smith, accade per la prima volta qualcosa di diverso, perché l'impegno di recitare storie a soggetto diventa continuativo. I loro padri, James Williamson e George Albert Smith era amici e colleghi, tra i pionieri della cinematografia, esponenti della Scuola di Brighton. Entrambi dall'estate del 1898 decisero di coinvolgere i loro figli nella realizzazione dei loro cortometraggi. Alain e Colin Williamson e Harold e Dorothy Smith divennero così i primi attori bambini della storia del cinema.
Tra il 1898 e il 1902, Alan e Colin Williamson furono protagonisti di una serie di cinque cortometraggi nei panni di due terribili ragazzini (Two Naughty Boys): Two Naughty Boys Upsetting the Spoons (1898); Two Naughty Boys Teasing the Cobbler (1898); Two Naughty Boys Sprinkling the Spoons (1898); Teasing Grandpa (1901); e Those Troublesome Boys (1902), sempre sotto la direzione del padre. Alan e Colin sono così in assoluto anche i primi bambini protagonisti in un serial cinematografico.
Quando Alan e Colin divennero troppo grandi per la parte furono sostituiti nello stesso ruolo dai loro fratelli minori, Tom e Stuart, in Oh! What a Surprise! (1904), The Dear Boys Home for the Holidays (1904) e Two Naughty Boys (1909). A ciascuno dei due fratelli minori furono affidati ruoli anche in altri cortometraggi, sempre prodotti dalla compagnia del padre. Sono passati solo pochi anni ma Tom e Stuart appartengono già ad una nuova generazione di attori bambini rispetto ai loro fratelli maggiori. Da impresa familiare e artigianale il cinema si sta trasformando in industria. Tom e Stuart, così come i fratelli Potter (Hetty, Gertie e Bertie), lavorano ormai come veri e propri piccoli professionisti. Recitano anche l'uno indipendentemente dall'altro, a seconda delle esigenze dello studio, e a dirigere i loro ultimi film non è più il padre stesso ma il regista della compagnia David Aylott. 
Nessuno dei fratelli Williamson continuerà da adulto la carriera attoriale.

## Filmografia
- Two Naughty Boys Upsetting the Spoons, regia di James Williamson (1898) - Alan & Colin
- Two Naughty Boys Teasing the Cobbler, regia di James Williamson (1898) - Alan & Colin
- Two Naughty Boys Sprinkling the Spoons, regia di James Williamson (1898) - Alan & Colin
- Teasing Grandpa, regia di James Williamson (1901) - Alan & Colin
- Those Troublesome Boys, regia di James Williamson (1902) - Alan & Colin
- Oh! What a Surprise!, regia di James Williamson (1904) - Tom & Stuart
- The Dear Boys Home for the Holidays, regia di James Williamson (1904) - Tom & Stuart
- Our New Errand Boy, regia di James Williamson (1905) - Tom
- The Orange Peel, regia di James Williamson (1907) - Tom
- Two Naughty Boys, regia di David Aylott (1909) - Tom & Stuart
- Sorry, Can't Stop, regia di David Aylott (1909) - Stuart
- Gingerbread, regia di David Aylott (1909) - Stuart
- The Boy and the Convict, regia di David Aylott (1909) - Stuart (non confermato)